# Como Vai, Vai Bem?
Como Vai, Vai Bem? é um filme de comédia brasileiro de 1968. É composto de oito segmentos, roteirizados coletivamente pelo Grupo Câmara, organizado por Alberto Salvá que dirige três segmentos. Estrelados por Paulo José (que também participa da produção e cuidou das diferentes caracterizações: ele aparece como torcedor de futebol,padre,travesti,voyer,delegado, padrasto com narigão) e Flávio Migliaccio (como torcedor de futebol, sacristão, cantor calouro, noivo, amigo do voyer, homossexual da boate e deficiente físico) acompanhados de atores e personalidades conhecidas, em participações especiais.

## Sinopses
1º segmentoUma vez Flamengo
Direção:Valquíria Salvá
Dois torcedores fanáticos pelo Flamengo, irritados pelas derrotas do time vão se embriagar no bar e depois um convida o outro a espancar as respectivas esposas "chatas".
2º segmentoMulher à Vista
Direção : Alberto Salvá
Dois amigos moram num apartamento e um deles fica obcecado em ver uma vizinha de avantajados seios, desnuda. Depois de acompanhar a rotina da mulher por vários meses, utilizando um binóculo e uma luneta, ele pede ao amigo que cause um tumulto no trânsito, daqueles que todos saem à janela, esperando que a vizinha apareça enfim do jeito que ele quer.
3º segmentoDez anos de casado
Direção: Carlos Alberto Camuyrano
Um casal sofre uma crise quando o marido começa a dar demasiada atenção à sua mascote, uma galinha, deixando a esposa furiosa.
4º segmentoA Santinha do Encantado
Direção: Daniel Chutorianscy
Padrasto ganancioso começa a explorar a fé popular dizendo que a enteada tem visões religiosas. E fica furioso com a pouca renda do dia advinda da venda de santinhos e correntinhas.
5º segmentoO apartamento
Direção:Alberto Salvá
Tereza e Flávio são noivos e resolvem iniciar relações sexuais. Sem alternativas, Flávio acaba pedindo as chaves de um apartamento a um amigo, sem saber que o lugar é problemático.
6º segmentoOs Canarinhos de Nossa Senhora das Dores
Direção:Paulo Veríssimo
Padre e sacristão organista mantém um coral de meninos para coletarem fundos para as reformas da igreja, mas não conseguem uma boa arrecadação. Até que resolvem modernizar a atração.
7º segmentoHei de Vencer
Direção: Alberto Salvá
Travesti causa boa impressão ao dono e coreógrafo de boate em que se apresenta. Mas não sabem que ele tem mulher e filho e se incomoda com o assédio.
8º segmentoO grande dia
Direção:Carlos Alberto Abreu
Zeca se torna a grande sensação da vila humilde em que mora no dia em que vai aparecer na televisão, como candidato a cantor no programa do Chacrinha.

## Elenco
- Paulo José
- Flávio Migliaccio
- Ana Maria Parente
- Márcia Tânia
- Cláudio MacDowell
- Antônia Marzullo...avó da Santinha (em "A santinha do Encantado")
- Dinorah Marzullo
- Jurema Pena...Jurema, mãe da Santinha (em "A santinha do Encantado")
- Maria Gladys...Teresa (em "O apartamento")
- Isabel Ribeiro...Maria, amiga de Teresa (em "O apartamento")
- Maria Balbino
- Regina Costa...Santinha (em "A santinha do Encantado")
- Ruth Stessens
- Walter Soares
- Wanda Critiskaya
- Creusa de Carvalho...esposa (em "Dez anos de casado")
- Eulina Rosa
- Yolanda Cardoso...Dora, tia de Teresa (em "O apartamento", participação especial)
- Hugo Carvana...Nelsom (em "O apartamento", participação especial)
- Chacrinha...ele mesmo (em "O grande dia", participação especial)
- Billy Davis...coreógrafo (participação especial em "Hey de Vencer")
- Irma Alvarez...esposa (em "Hei de Vencer", participação especial)
- Labanca...Senhor Costa, dono da boate (em "Hei de Vencer", participação especial)
- Travestis: Denise, Luana, Marie Chantal, Dória, Rildo e Bethânia
- Côro dos meninos: Pedrinho,Cabecinha,China,Renato,Assis
- Crianças: Antonio Carlos, Regina Rosenblitz
- Grupo Musical: Mugstones (interpretando "Mamãe Passou Açúcar em Mim", de Carlos Imperial)
- Maria Regina